# Gérald Collot
Pour les articles homonymes, voir Collot.
Gérald Collot est un peintre, lithographe abstrait et historien de l'art français né le 22 janvier 1927 à Paris et mort le 11 octobre 2016 à Plaisir (Yvelines),.
Il fut conservateur du musée de Metz de 1957 à 1987, puis vécut à Courquetaine.

## Biographie
Gérald Collot est le fils du peintre Ernest-René Collot (1904-1955), installé au 63, rue d'Angoulême dans le 11e arrondissement de Paris, cité avec Jacques Busse, Jean Cortot et Michel Patrix parmi les élèves d'Émile Othon Friedz qui autour de 1942 constituèrent le Groupe de l'échelle, également critique d'art dans les colonnes du Figaro et auteur d'un livre sur les peintres de l'École de Pontoise. De mère lorraine, bachelier en mathématiques puis étudiant jusqu'à la licence de lettres en 1950 à l'université de Nancy — ville où il a grandi —, Gérald Collot commence simultanément, influencé dans ce premier temps par Georges Rouault, à pratiquer la peinture de façon autodidacte en 1946 - « elle va devenir sa passion et l'affaire d'une vie » - et connaît sa première exposition à Nancy en 1954. Il effectue eu 1954-1955 un séjour au Sanatorium des étudiants de France de Saint-Hilaire du Touvet qui lui offre d'être fasciné par « la beauté à la fois picturale et plastique des reliefs alpestres. Les paysages enneigés de la région de Grenoble connaîtront une résurgence tardive dans son œuvre sous la forme de paysages d'hiver profondément récomposés ».
C'est en 1955 qu'avec un mémoire consacré au peintre et graveur lorrain Étienne Cournault Gérald Collot obtient son diplôme d'études supérieures d'archéologie et d'histoire de l'art. En même temps, ses liens avec Alfred Manessier et Roger Bissière, son exposition à la galerie du Haut-Pavé que vont suivre ses participations aux salons parisiens, situent Gérald Collot au cœur du monde des artistes de l'École de Paris : il est là, perçoit Raphaël Mariani, « un historien de l'art germanophone doublé d'un jeune peintre confirmé et familier des tendances actuelles », et le musée de Metz va « lui permettre d'unir son amour de la peinture à son goût pour l'érudition universitaire ».  

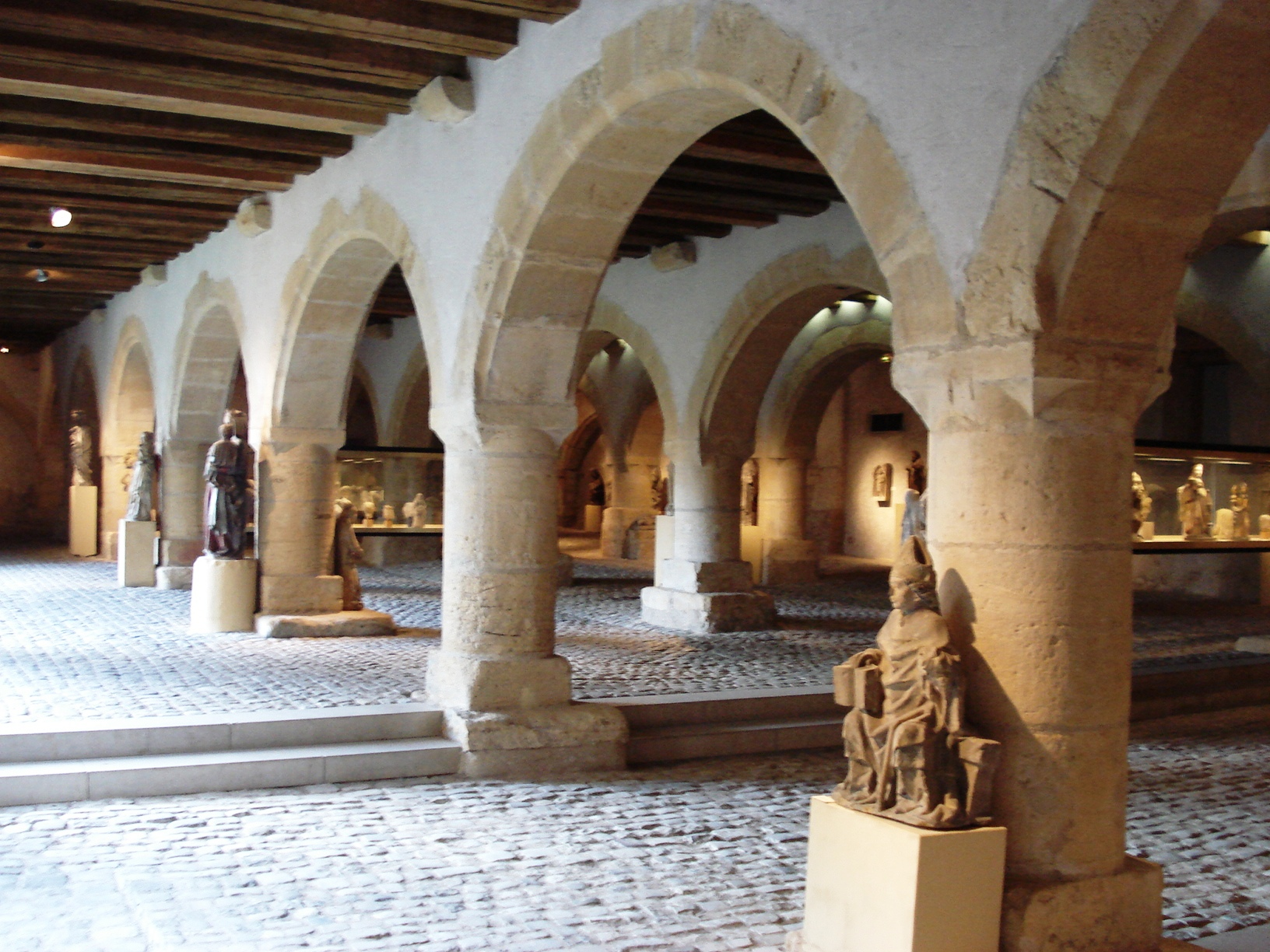
Le musée de la Cour d'Or à Metz.

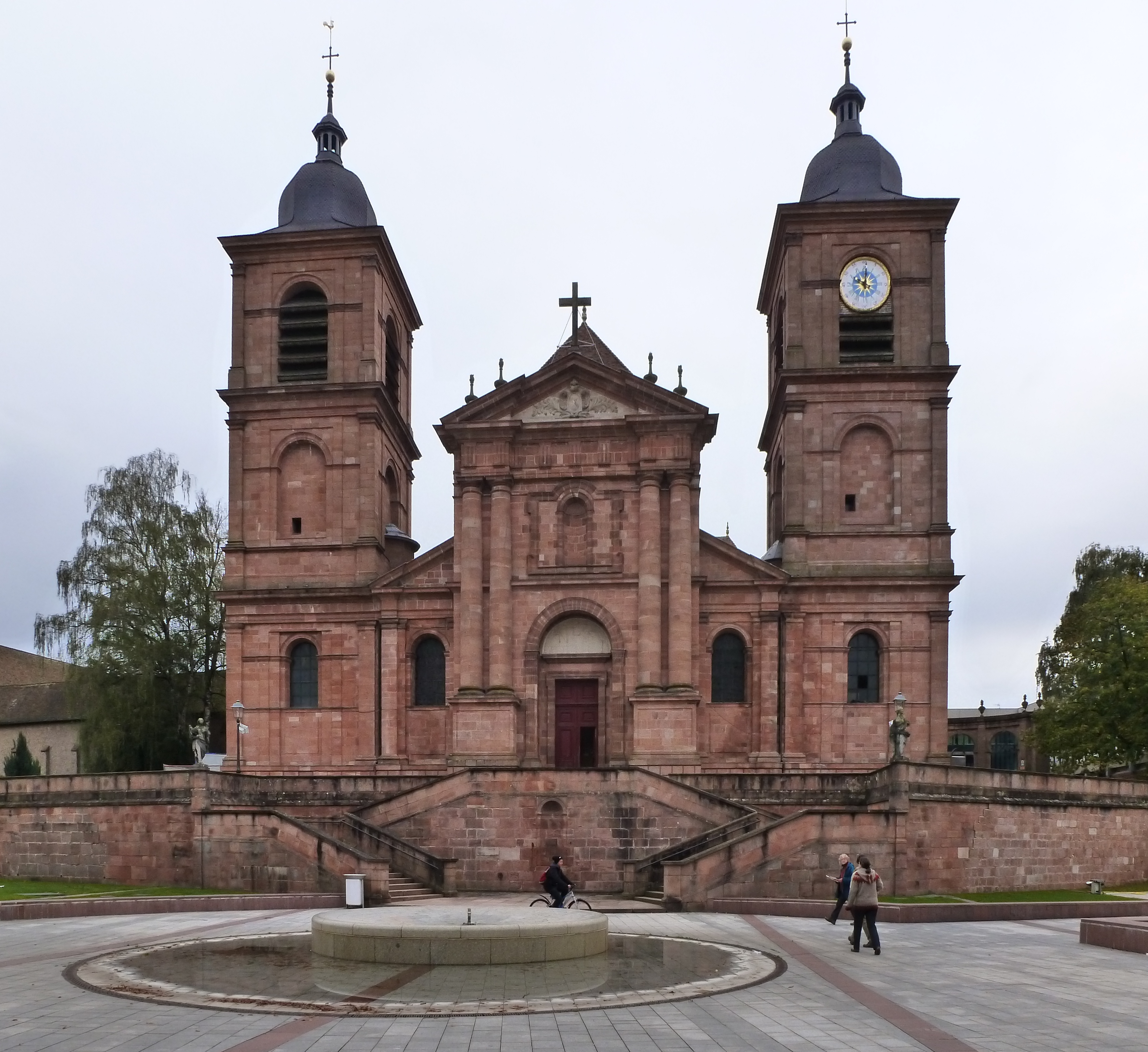
La cathédrale Saint-Dié de Saint-Dié-des-Vosges.

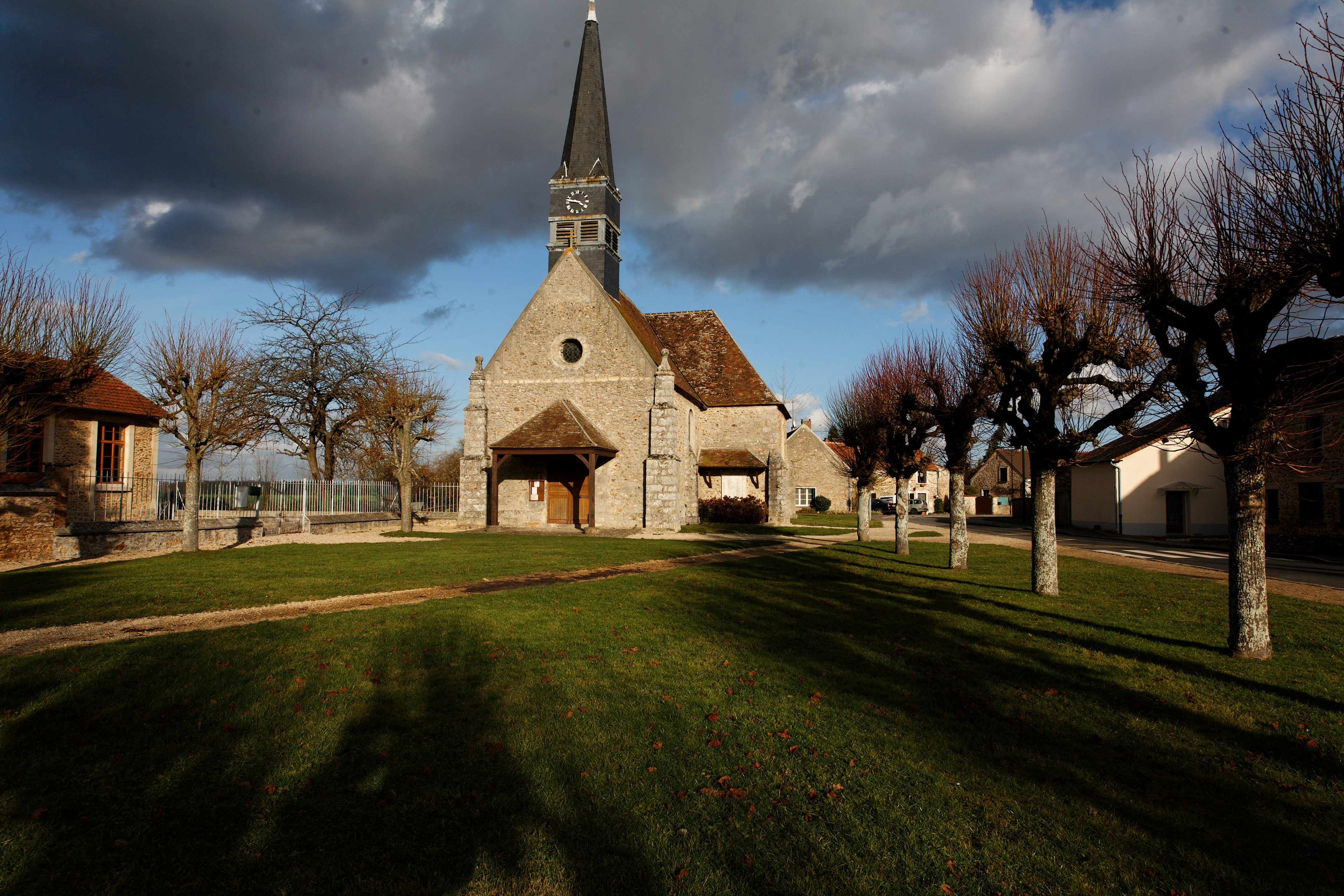
Courquetaine.

Entré en décembre 1956 en tant que jeune conservateur stagiaire au musée de Metz (actuel musée de la Cour d'Or), puis, au départ à la retraite d'André Bellard en 1957, nommé conservateur pour le demeurer trente années durant, Gérald Collot y reste apprécié comme « un homme marquant qui donne un élan formidable au musée en faisant réaliser trente-cinq nouvelles salles », « prenant conscience, restituera l'architecte Jean-Louis Jolin (1935-2015) qui œuvre alors avec lui, qu'entre les thermes antiques, le rempart du IIIe siècle, la tour patricienne de la cour du carmel et le grenier de Chèvremont, il y a de quoi présenter, in situ et suivant une chronologie continue, l'évolution de Metz depuis l'époque romaine jusqu'au rattachement à la France. Son idée est "un musée dans le musée, mêlant contenant et contenu" ». « Devancier, original, il déploie ainsi les collections et marque véritablement la muséographie française par des choix très audacieux », agissant simultanément dans les domaines de l'archéologie, de la peinture abstraite des décennies 1950-1960 (Olivier Debré, Mario Prassinos, Robert Wogensky, Zao Wou-Ki…), son propre courant au sein de l'École de Paris, mais aussi de la peinture figurative (André Minaux, Édouard Pignon, Henry de Waroquier). C'est ainsi avec les dessins et maquettes de Jacques Villon et Roger Bissière pour les vitraux de la cathédrale Saint-Étienne de Metz, témoignages de l'introduction de l'art moderne dans une ville de Metz appelée à être reconstruite autrement au lendemain de la Seconde Guerre mondiale, que Gérald Collot inaugure en 1957 sa politique d'acquisitions.
En 1970, Gérald Collot est nommé conseiller artistique délégué à la création artistique pour la Lorraine et sera ainsi chargé, jusqu'en 1977, de l'application du 1% de l'État aux constructions scolaires et universitaires, suggérant les stèles et la mosaïque de Raoul Ubac à la cité scolaire de Tomblaine, la mosaïque de Jean Le Moal au lycée d'Uckange, celle de Jean Bazaine à la Faculté des sciences de l'Université de Metz. Il accompagne Pierre Tal Coat au Japon en avril 1975 afin d'en présenter les rétrospectives au Musée royal d'Ueno à Tokyo et au musée en plein air de Hakone.
En 1987, Jean Bazaine s'entoure de neuf autres artistes dont Gérald Collot, Alfred Manessier, Geneviève Asse, Elvire Jan, Claire de Rougemont, Jean Le Moal et Lucien Lautrec pour la réalisation, sur le thème Mort et résurrection, des vitraux des 53 baies de la cathédrale Saint-Dié de Saint-Dié-des-Vosges,.
Avec son épouse née Marthe Hamue (1925-2015), également artiste peintre, Gérald Collot s'installe alors définitivement à Courquetaine où ils reposent ensemble aujourd'hui.
On compte parmi leurs quatre enfants le pianiste Jean-Pierre Collot qui fut membre de l'Ensemble Recherche de 2003 à 2017, traducteur et commentateur de l'édiion française des Correspondance et documents (1959-1970) de Maria Youdina et Pierre Souvtchinsky (en), et dont on a salué l'interprétation des Espaces imaginaires de Jean Barraqué,. Il a accompagné d'un récital l'exposition-rétrospective Gérald Collot - Marthe Hamue à Mers-les-Bains en août 2022,.

## Œuvre

### Thèmes en peinture
- Bruges, 1967-1969.
- Au seuil de la nuit, 1989.
- Œuvres explorant des formes musicales (Répons, Psalmodies responsiales, Antiphonies, Diaohonies, Contrepoints, Fugato, Stretto)[21].
- Hommages à des compositeurs (Gregorio Allegri, Tomás Luis de Victoria, Heinrich Schütz, Giovanni Pierluigi da Palestrina, Franz Schubert, Hector Berlioz, Richard Strauss, Igor Stravinsky, Claude Debussy, le Sergueï Rachmaninov de la musique liturgique, Olivier Messiaen…)[21].
- Partitions musicales peintes (Hector Berlioz, Carl Maria von Weber[21].

### Vitraux
- Vitrail de la Salle Gothique, Musée de La Cour d'Or-Metz Métropole, vers 1980.
- Le tombeau du Christ, chapelle des évêques, cathédrale Saint-Dié de Saint-Dié-des-Vosges, 1987[13].

### Publications
- Évolution de la peinture en France de 1905 à 1914, préface et catalogue de Gérald Collot, Metz, Le Lorrain, 1958.
- Édouard Pignon, co-écrit avec Georges Fouquet, Éditions des Musées de Metz, 1960.
- Metz, Éditions Hachette, 1961.
- La civilisation gallo-romaine dans la cité des médiomatriques - Monuments et sanctuaires de l'eau, la vie à la maison, le commerce, les cultes, Éditions du Musée archéologique de Metz, 1964.
- « La recherche archéologique à Metz de 1956 à 1966 », dans Bulletin de  la Société lorraine des études locales dans l'enseignement public, no 29, mai-août 1966.
- Les origines du christianisme dans l'ancien évêché de Metz du IVe au XIIe siècle, co-écrit avec Françoise Brunet, Éditions des musées de Metz, 1966.
- Clément Kieffer, co-écrit avec Jean Schneider, Éditions des musées de Metz, 1967.
- Grenier de Chèvremont - Esquisse d'un musée du Moyen âge et de la Renaissance, Éditions des musées de Metz, 1967.
- Étienne Cournault, Éditions du Musée des beaux-arts de Nancy, 1968.
- « André Bellard (1890-1969) », dans Annuaire de la Société d'histoire et d'archéologie de la Lorraine, tome LXX, 1970.
- Picasso - Œuvre gravé, 1904-1968, Éditions du Musée des beaux-arts de Caen, 1974.
- Le nouveau musée de Metz, Éditions des musées de Metz, 1975.
- « Nouveaux aspects du musée d'histoire - Musée d'histoire de Metz », dans Museum, vol.XXIX, no 2/3, pages 106-113, Éditions de l'UNESCO, 1977 (lire en ligne).
- Jean Bazaine, Éditions des musées de Metz, 1978.
- Gravure expressionniste allemande - Époque de la Brücke, co-écrit avec Georg Wilhelm Költzsch (de), Éditions de la Direction régionale des affaires culturelles, Metz, 1979.
- La sculpture du Haut Moyen Âge, Éditions des musées de Metz, 1980.
- Le cadre de la vie quotidienne de l'Antiquité à la Renaissance, Éditions du Musée d'art et d'histoire de Metz, 1980.
- Le chancel de Saint-Pierre-aux-Nonnains, in Patrimoine et culture en Lorraine, Éditions Serpenoise, 1980.
- Sculptures religieuses régionales du Moyen Âge et de la Renaissance, Éditions du Musée d'art et d'histoire de Metz, 1983.
- Histoire de Metz, co-écrit avec François-Yves Le Moigne, Jeanne-Marie Demarolle, Alain Girardot, Claude Lefebvre, Gérard Michaux, Michel Parisse, François Reitel et François Roth, Éditions Privat, 1986.
- « Le jubé des Grands-Carmes de Metz », dans Les cahiers lorrains, no 1, 1989.
- Couleurs de neiges (montagnes et neige dans l'art), co-écrit avec Pierre Dumas, Gilbert Durand, Armand Henry-Amann et Dominique Ponneau, Éditions du Musée savoisien de Chambéry, 1992.

### Illustrations
- Jean-Pierre Collot, Espaces imaginaires, œuvres pour piano de Jean Barraqué, CD audio (en couverture : Brocéliande, huile sur toile de Gérald Collot).
- Jean-Pierre Collot, Marche fatale, Serynade de Helmut Lachenmann ; Symphonie n°6 op.68 "Pastorale" de Ludwig van Beethoven pour piano de Franz Liszt (3e version, 1863), WDR Cologne / Music Edition Winter & Winter, Munich, 2022 (en couverture : Étude pour les sonorités alternées, huile sur bois de Gérald Collot, 2009).

## Expositions

### Expositions personnelles
- Galerie Daum, Nancy, 1954[6].
- Galerie du Haut-Pavé, Paris, 1955.
- Galerie Pierre Domec, Paris, 1963.
- Couper Gallery, Londres, 1963.
- Galerie Jaquester, Paris, 1991.
- Gérald Collot et Marthe Hamue, espace Jacques-Prévert, Mers-les-Bains, août-septembre 2022[22],[19],[20].

### Expositions collectives
- Salon des artistes lorrains, Nancy, à partir de 1947.
- Biennale de Paris, 1959, 1961 (Paysage matinal, huile sur toile 81x130cm)[23].
- Salon Comparaisons, Salon de Mai et Salon de la Jeune Peinture, à partir de 1959.
- Pour une nouvelle conception du paysage - Trente cinq peintres présentés par Henry Galy-Carles et Jean-Jacques Lévêque : Gérald Collot, Corneille, Géula Dagan, Olivier Debré, James Guitet, Paul Kallos, Robert Lapoujade, Jean Le Moal, Raymond Moisset, Zoran Mušič, Georges Romathier, Key Sato, Raoul Ubac, Robert Wogensky..., Galerie L'Atelier, Toulouse, décembre 1964 - janvier 1965.
- Salon des réalités nouvelles, 1986, 1988.
- Asse, Bazaine, Bony, Collot, Gutherz, Jan, Lautrec, Le Moal, Manessier, Rougemont - Maquettes des vitraux de la cathédrale et œuvres récentes, Musée de Saint-Dié, avril-mai 1988.
- Regards sur l'École de Paris, Musée de la Cour d'Or, Metz, février-juin 2014[7],[24],[25],[26].

## Réception critique
- « […] Des toiles très sobres où de grands pans d'ocres et de rouges apparaissent sur un fond généralement noir, en rappel des cimetières orthodoxes qu'il avait vus lors d'un voyage en Russie. » - Dictionnaire Bénézit[3]
- « La musique a toujours joué un rôle prédominant dans l'activité artistique du peintre Gérald Collot, comme l'attestent toute une série d'hommages à des compositeurs, d'œuvres explorant certaines formes musicales et de partitions peintes. La série des Contrepoints est de loin la plus importante, comprenant près d'une centaine de pièces sur différents supports, en grande majorité des sculptures sur bois peint.Tenter d'en donner un équivalent musical - en un vertigineux retour aux origines qui ne peut être que la conquête d'un "ailleurs" - revient à interroger les liens multiples unissant musique et arts plastiques et à analyser à la fois la spatialité et la temporalité de l'œuvre d'art. » - Jean-Pierre Collot[21]

## Distinctions
- Chevalier de la Légion d'honneur[15].
- Conservateur honoraire des musées de Metz.

## Collections publiques

### France
- Beauvais, MUDO - Musée de l'Oise.
- Mers-les-Bains, hôtel de ville : Résurgence - Le ressac, vers 1985, huile sur toile, 116 × 81 cm[27],[28].
- Metz, musée de la Cour d'Or[29] : 
  - Quatre méditations sur la Passion, entre 1989 et 2010, quatre huiles sur toiles ou sur bois, 195 × 100 cm chacune ;
  - Récit de la Passion (Chemin de croix), 2001, quatorze panneaux, huiles sur bois, l'ensemble 100 × 250 cm ;
  - Hommage à Novalis, 2002, huile sur bois, 115 × 56 cm ;
  - Répons sur la Semaine sainte, 2005, huile sur bois, 112 × 23 cm ;
  - Hommage à Olivier Messiaen - Contrepoint, modes de durées et intensité, 2006, huile sur bois, 49 × 42 cm).
- Paris :
  - Musée national d'art moderne.
  - Musée d'Art moderne de la ville de Paris.
- Saint-Dié-des-Vosges, musée Pierre-Noël, Étude, baie n°19 pour la cathédrale de Saint-Dié-des-Vosges, collage et gouache 31,5x22,5cm, 1985 (dépôt du Centre national des arts plastiques)[30].

### Albanie
- Ambassade de France à Tirana, Le Volkov, huile sur toile 60x120cm, 1972 (dépôt du Centre national des arts plastiques)[31].